# Susqueda
Susqueda ist eine katalanische Gemeinde mit 97 Einwohnern (Stand: 2024) in der Provinz Girona im Nordosten Spaniens. Sie liegt in der Comarca Selva. Die Gemeinde besteht neben der gleichnamigen Ortschaft Susqueda aus den Ortschaften Sant Martí Sacalm, El Coll und El Far. Verwaltungssitz ist Sant Martí Sacalm.

## Geographie
Susqueda liegt etwa 28 Kilometer westnordwestlich von Girona und etwa 75 Kilometer nordöstlich von Barcelona in einer Höhe von ca. 280 m. Der Ter wird hier zum Stausee Pantano de Susqueda aufgestaut. 

## Demografie
| 1970 | 1981 | 1991 | 2001 | 2011 | 2021 |
| ---- | ---- | ---- | ---- | ---- | ---- |
| 203  | 198  | 98   | 98   | 106  | 99   |

## Kultur und Sehenswürdigkeiten
- Alte Burgruine von Fornils
- Martinskirche in Sant Martí Sacalm
- Annenkapelle
- Marien- und Wallfahrtskirche in El Far

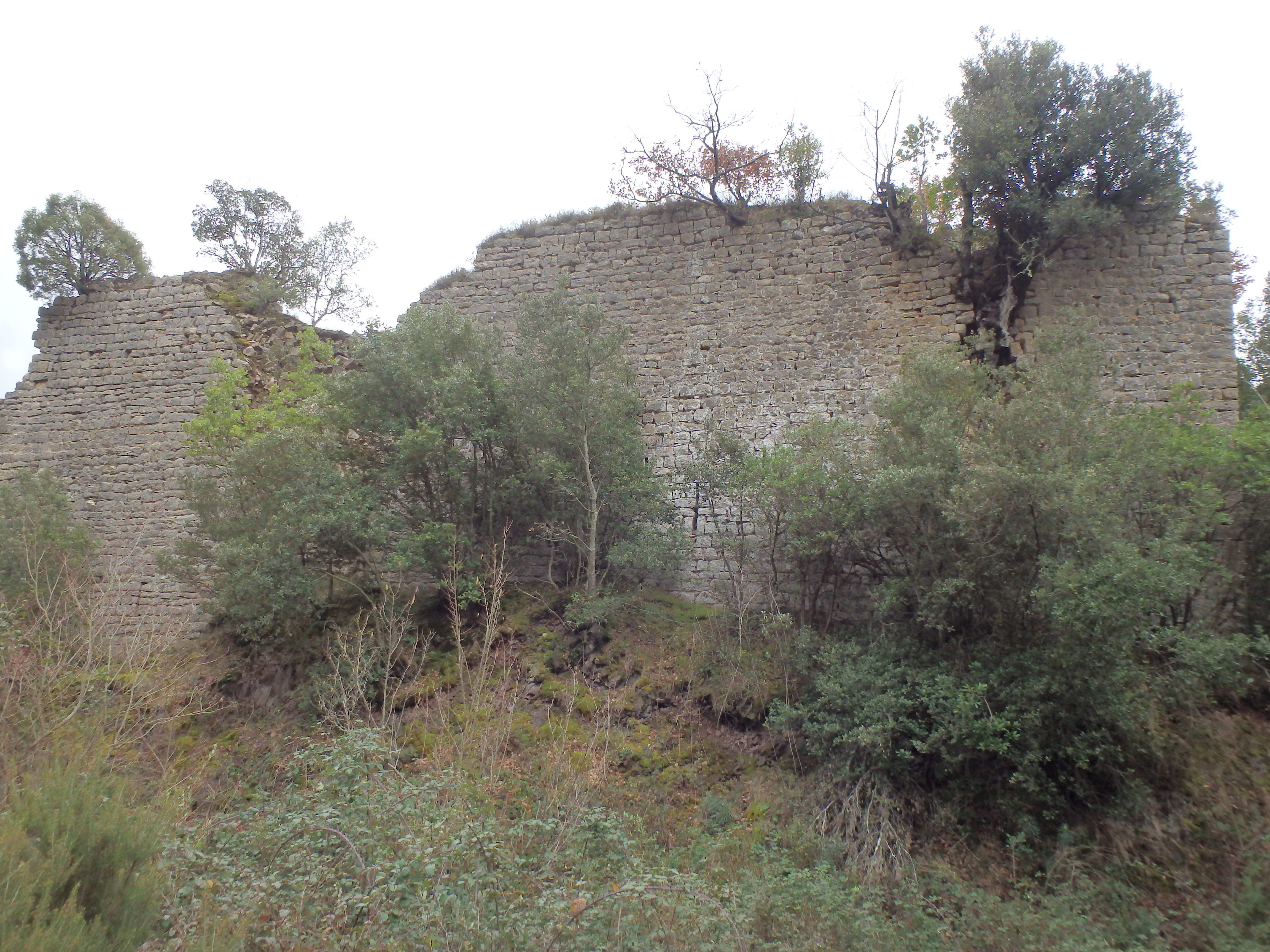
Burgruine
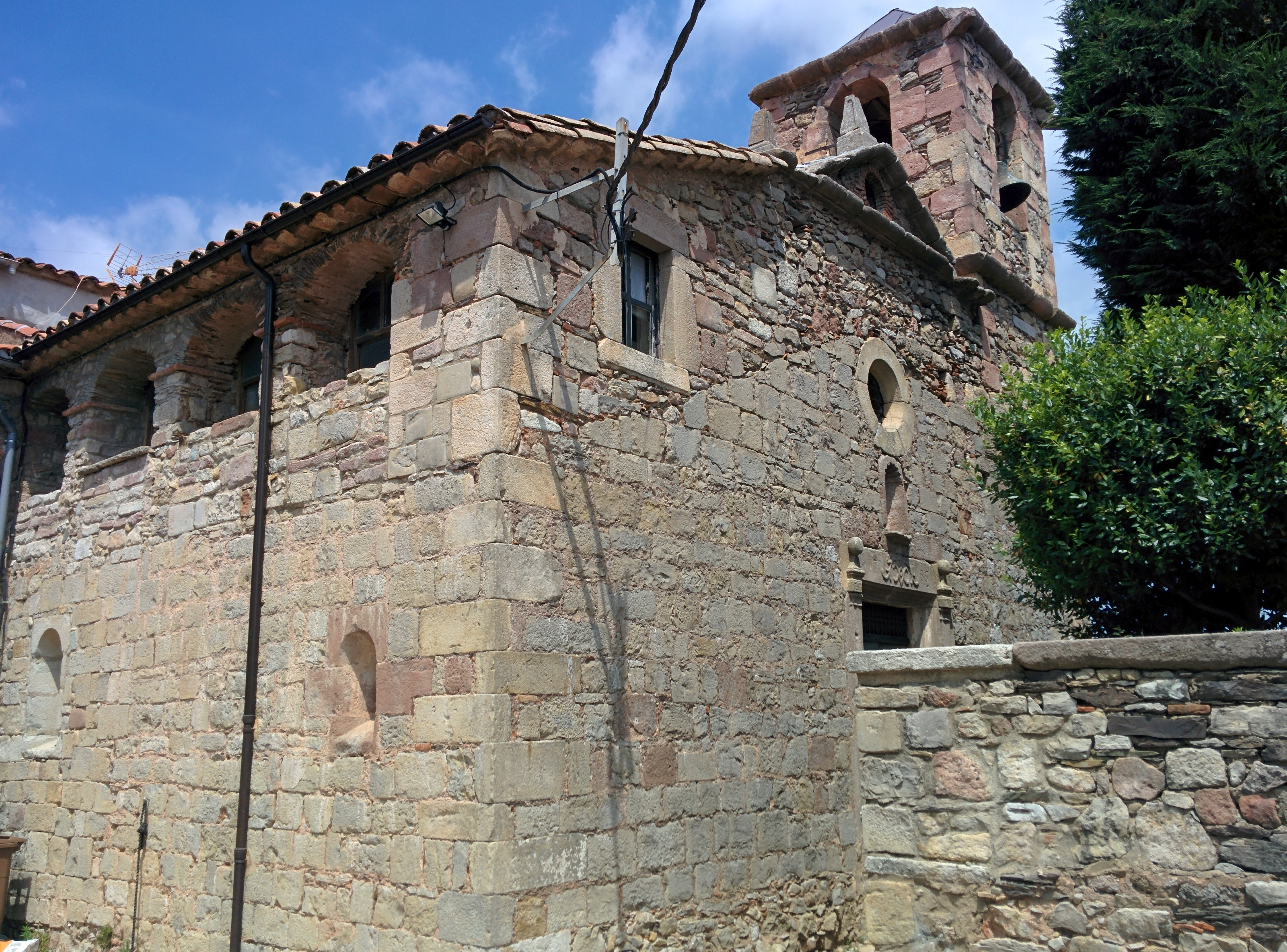
Martinskirche
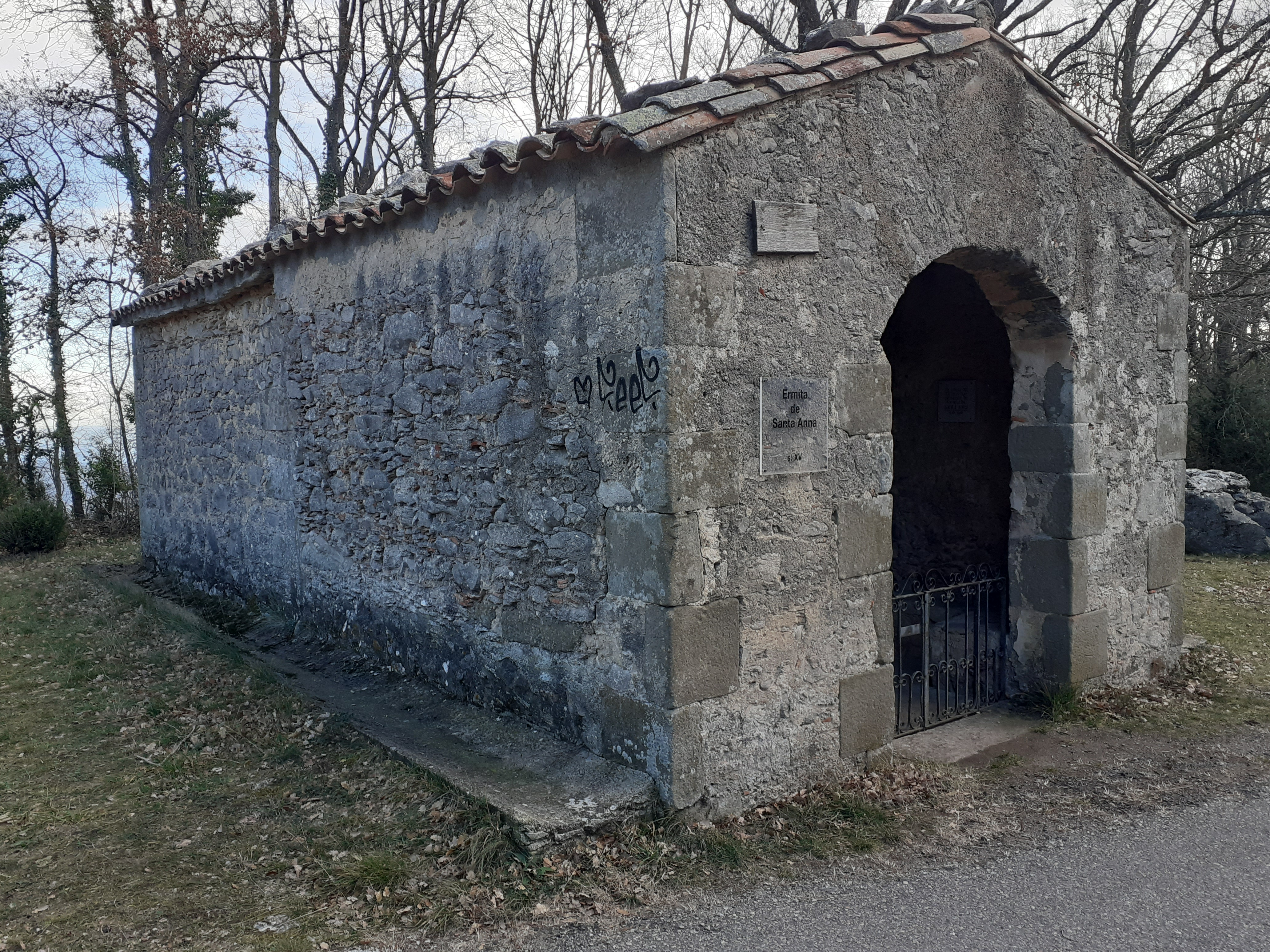
Annenkapelle
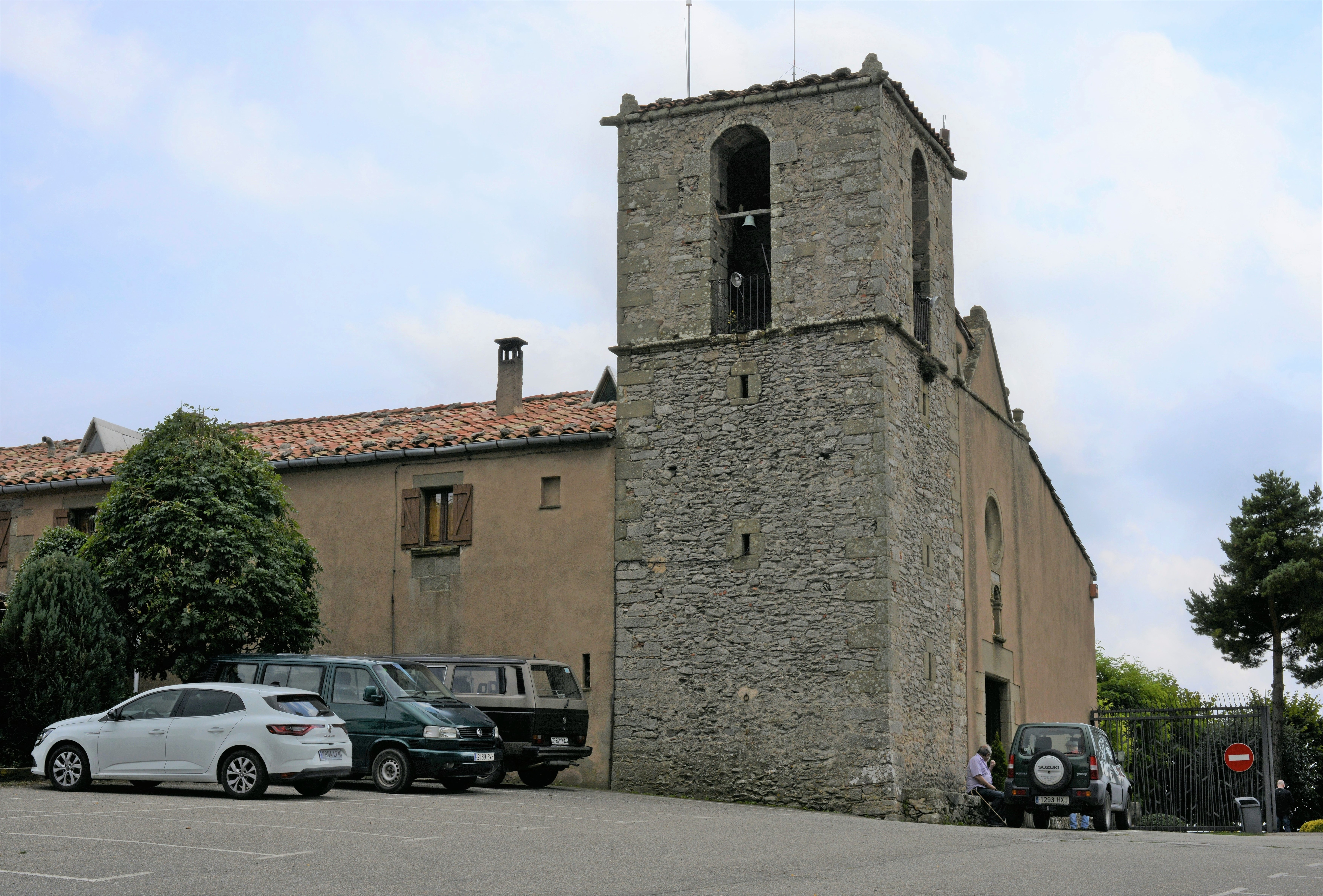
Wallfahrtskirche in El Far